# Bolotișîne, Bilopillea
Bolotișîne (în ucraineană Болотишине) este un sat în comuna Luțîkivka din raionul Bilopillea, regiunea Sumî, Ucraina.

## Demografie
Componența lingvistică a localității Bolotișîne
     Ucraineană (100%)
Conform recensământului din 2001, toată populația localității Bolotișîne era vorbitoare de ucraineană (100%).